# Giuseppe Benedetto Dusmet
Blahoslavený Giuseppe Benedetto kardinál Dusmet O.S.B. (15. srpna 1818 Palermo – 4. dubna 1894 Catania) byl italský římskokatolický duchovní, benediktinský mnich, biskup a kardinál.